# دوتسلار
دوتسلار (به آلمانی: Dotzlar) یک منطقهٔ مسکونی در آلمان است که در باد برلبورگ واقع شده‌است. دوتسلار ۸۲۹ نفر جمعیت دارد.